# Natalia Meneu
Natalia Meneu (* 29. Mai 1969) ist eine ehemalige spanische Squashspielerin. 

## Karriere
Natalia Meneu spielte in den 1990er-Jahren auf der WSA World Tour. Ihre beste Platzierung in der Weltrangliste erreichte sie mit Rang 44 im Januar 1990. Mit der spanischen Nationalmannschaft nahm sie mehrfach an Europameisterschaften teil. Bei Weltmeisterschaften war sie 1996, 1998 und 2000 Teil des spanischen Kaders. 1993 und 1997 stand sie im Hauptfeld der Weltmeisterschaft im Einzel, wo sie jeweils in der ersten Runde ausschied. Von 1993 und 1998 wurde sie sechsmal in Folge spanische Meisterin.

## Erfolge
- Spanischer Meister: 6 Titel (1993–1998)